# Simonne Muylaert-Hofman
Simonne Muylaert-Hofman (22 april 1935) is een Belgisch juwelier, edelsmid en galeriehoudster.

## Biografie
Zij werd geboren op 22 april 1935 als derde van zes kinderen. Haar ouders hadden een kruidenierszaak in Sombeke, een klein dorpje in de Belgische gemeente Waasmunster. De natuur speelde een grote rol in haar opvoeding en latere artistieke carrière. In haar vroege jeugd was het vak ‘snit en naad’ de enige vorm van creatieve opleidingen die ze genoot. Ze startte toen al met het maken van haar eigen creaties: kleding en hoofddeksels, maar ook kleine accessoires die ze maakte uit pitten. Later spitste ze zich toe op het vervaardigen van geëmailleerde koperen juwelen die ze maakte voor haar vrienden en kennissen. Het is tijdens deze periode dat ze haar man Wilfried Muylaert leerde kennen, die goudsmid was en haar betrok in de gang van zaken binnen de sector. In 1961 trouwde het paar.

## Carrière
Samen met haar man opende ze in 1961 een eerste juwelierszaak. Hier startte Simonne Muylaert-Hofman voor het eerst met het creëren van gouden juwelen. Deze ontwierp ze zelf, maar liet ze uitvoeren door andere goudsmeden. Informatie over ontwerpen, edelstenen en andere praktische zaken zocht ze voornamelijk in Duitsland. Na het ontdekken van de verloren-was-techniek realiseerde ze haar ontwerpen zelf. De ontwerp- en creatiefase van het juweel uit was is cruciaal: er moet reeds bepaald worden waar en hoe de edelstenen geplaatst zullen worden en hoe deze bevestigd zullen worden. Elk juweel dat ze ontwierp is uniek en gesigneerd met het merk MONHOF.
In 1965 verhuisde het echtpaar hun atelier naar Aalst onder de naam ‘Juweel- en Kunstgalerie Muylaert-Hofman’. De nadruk ligt hier niet enkel op het verkopen van hun eigen juwelen, maar ook op kunstobjecten van anderen. Hiervoor werkte ze samen met nationale en internationale goudsmeden als Isolde Baumhackl-Oswald, Didier Cogels, Laurent Max De Cock, Goudji, Kurt Neukomm, Jeanine Rendard, Claude Wesel, Ebbe Weiss-Weingart. Daarnaast exposeerden ze ook kunstwerken zoals schilderijen, sculpturen, grafiek en vormden ze een platform voor pas afgestudeerde goudsmeden en jonge talenten.
Het interieur van de ruimte werd afgestemd op de getoonde werken waarmee er een bepaalde sfeer geschept werd. De inspiratie voor het decor kwam zo goed als altijd uit de natuur: boomstronkjes, gedroogde bladeren of andere zaken werden gebruikt als decoratie.
In 2000 opende het koppel een tweede galerij, ‘La Réserve’ in Knokke. Na enkele tijd de twee galeries gelijktijdig geopend te houden besloten ze de galerie in Aalst definitief te sluiten. In La Réserve werd om de twee maanden een nieuwe tentoonstelling gepresenteerd, waarbij er steeds een combinatie van juwelen met schilderkust, keramiek, grafiek of schilderkunst getoond werd.

## Inspiratie en werkproces
Ontwerpschetsen maakt Muylaert-Hofman doorgaans niet. Ze laat zich inspireren door het moment, de edelstenen en parels die ze voorhanden heeft maar vooral door de persoon waarvoor ze het betreffende juweel maakt. Haar edelstenen selecteert ze op basis van de kleur, vorm en glans. Ze bezocht voornamelijk in het begin van haar carrière enkele edelsteenmijnen in Brazilië, om de weg die de edelstenen afleggen zelf te kunnen ervaren. Naast edelstenen gebruikt ze voornamelijk goud en zilver. Haar voorkeur gaat uit naar geelgoud, omdat dit volgens haar mooi is op zichzelf. “Aan zilver ontbreekt vaak iets, het heeft iets extra nodig.” aldus Muylaert-Hofman.
Ze beschrijft haar juwelen zelf als een aanvulling op de persoonlijkheid van de drager, alsof het voor hem of haar persoonlijk is gecreëerd. Het belang van haar juwelen ligt volgens Simonne Muylaert-Hofman bij de symboliek die uitgaat van het juweel: wie haar sieraden koopt, voelt zich er direct door geraakt en bouwt zo een bijzondere band op met het ontwerp, waardoor het een extra waarde krijgt. Ze ziet een juweel als iets meer dan een accessoire, het is een mini-sculptuur, een klein draagbaar kunstwerk dat iemand persoonlijkheid geeft.
Liefst ontwerpt ze volledig vrij, zonder te denken aan prijs, formaat en kleurencombinatie. Voor haar vergen creaties in opdracht een iets grotere inspanning: er is nood aan een lang gesprek met de klant. Ze houdt rekening met hoe de persoon lacht, wat degene mooi vindt, en gebruikt haar verbeeldingskracht om iets op maat te kunnen maken.
Zelf benadrukt ze dat haar juwelen niet bedoeld zijn voor een bepaalde sociale klassen. Er hangt een prijskaartje aan vast, maar toch zijn haar creaties niet enkel bedoeld voor rijke mensen, aldus Muylaert-Hofman. Haar inspiratie voor haar werken haalt Muylaert-Hofman voornamelijk uit de natuur. Met behulp van de verloren was techniek kon ze natuurlijke texturen zoals schors; bladeren, schubben… verwerken in haar juwelen. De verscheidenheid aan vormen en kleurfacetten weerspiegeld ze met behulp van goud en gekleurde edelstenen. Haar juwelen zijn een weerspiegeling van de natuur af en wat erin leeft. Haar vormentaal leunt aan bij het barokke, en is voornamelijk asymmetrisch en grillig. Deze vormentaal past binnen de stijl van het zogenaamde ‘Wilde Goud’ uit jaren ’60 en ’70. Juwelen worden in deze periode ontworpen alsof ze zo in de natuur te vinden zijn. Het ruwe oppervlak wekt de indruk alsof het puur goud is in zijn oorspronkelijke vorm als goudklomp.

## Tentoonstellingen en prijzen
Doorheen haar carrière exposeerde Simonne Muylaert-Hofman in het binnen- en buitenland. Haar eerste solotentoonstelling vond plaats in 1975 in de Kredietbank te Oostende. Later trok ze naar Tokyo, Japan waar ze deelnam aan de Japan Pearl Design Contest. Hier ontving ze de prijs van de jury voor haar inzending. Naast Azië trok ze ook naar Amerika. In 1999 exposeerde ze voor het eerst in het voormalig Diamantmuseum te Antwerpen. In 2004 nam ze voor de tweede keer deel aan een expo in dit museum, namelijk Man Versier(d)/(t), waar diamantjuwelen voor mannen ontworpen en tentoongesteld werden. Haar pronkstuk hier was een ketting die een cargoschip voorstelde uit goud, waarin kleine speelgoedautootjes in gevat werden. Sinds 2018 zijn 3 van haar juwelen opgenomen in de vaste tentoonstelling van het DIVA ‘A Briljant Story’.
| Jaar                 | Tentoonstelling                                      | Plaats                                  |
| -------------------- | ---------------------------------------------------- | --------------------------------------- |
| 1975                 | Individuele tentoonstelling                          | Kredietbank - Oostende (BE)             |
| 1977                 | Collectieve tentoonstelling                          | Kredietbank - Gent (BE)                 |
| 1978                 | "Bijoux d'avant-garde"                               | Grand Duché du Luxembourg               |
| 1978                 | Prijs van de jury "Japan Pearl Design Contest"       | Tokyo, Japan                            |
| 1978                 | Centre Japonais de Commerce Extérieur                | Parijs, Frankrijk                       |
| 1979                 | "Vlaamse kunstenaars maken juwelen"                  | Sint-Niklaas (BE)                       |
| 1979                 | Individuele                                          | Esch-sur-Alzette, Luxemburg             |
| 1980                 | Tentoonstelling                                      | Kasteel van Schoten, Taxandria (BE)     |
| 1980                 | Tentoonstelling                                      | Hilton, Brussel (BE)                    |
| 1981                 | "Bijoux d'art et de création"                        | Brussel (BE)                            |
| 1981                 | "Goud en kunst in het hedendaagse juweel"            | Astoria Hotel - Brussel (BE)            |
| 1981                 | "La perle de culture"                                | Parijs, Frankrijk                       |
| 1981                 | "Japan Pearl Design Contest"                         | Tokyo, Japan                            |
| 1981                 | Collectieve tentoonstelling                          | Evergem                                 |
| 1982                 | Tentoonstelling                                      | Bouckaert - Antwerpen (BE)              |
| 1982                 | "Japan Pearl Design Contest"                         | Tokyo, Japan                            |
| 1983                 | Collectieve tentoonstelling                          | Evergem (BE)                            |
| 1983                 | "Belgian Jewels Today"                               | Washington DC, Verenigde Staten         |
| 1984                 | Tentoonstelling                                      | Conciërgerie - kasteel Sombeke (BE)     |
| 1984                 | Tentoonstelling                                      | Hoge Raad voor Diamant, Antwerpen (BE)  |
| 1985                 | Tentoonstelling                                      | Ambassade Den Haag - Nederland          |
| 1985                 | Tentoonstelling                                      | Galerie Verkest - Tielt (BE)            |
| 1985                 | Tentoonstelling                                      | Kredietbank - Gent (BE)                 |
| 1985                 | Tentoonstelling                                      | Baljuwhuis - Galmaarden (BE)            |
| 1986                 | Heropening Juweel- en Kunstgalerie "Muylaert-Hofman" | Aalst (BE)                              |
| 1987                 | "Que Van"                                            | Knokke (BE)                             |
| 1988                 | "Hedendaagse Kunst & Antiek"                         | Nachtergaele - Gent (BE)                |
| 1989                 | "Classic International"                              | Kortrijk - Galerie Stenbock-Fermor (BE) |
| 1990                 | "Espace"                                             | Brussel (BE)                            |
| 1991                 | Tentoonstelling                                      | Galerie L'Ecuyer - Brussel (BE)         |
| 1991                 | "Bijoux de femme"                                    | Wesel Art Galerie - Antwerpen (BE)      |
| 1991                 | "Opaal"                                              | Galerie L'Ecuyer - Brussel (BE)         |
| 1992                 | "Classic International"                              | Kortrijk (BE)                           |
| 1992                 | Tentoonstelling                                      | Conciërgerie, kasteel van Sombeke (BE)  |
| 1993                 | "Bijoux et pierres"                                  | Galerie Claude Mazloum - Rome, Italië   |
| 1993                 | "Bijoux sauvages"                                    | Wesel Art Galerie - Waterloo (BE)       |
| 1994                 | "Opaal in het kunstjuweel"                           | Galerie Muylaert-Hofman (BE)            |
| 1994                 | Tentoonstelling                                      | Atelier E. Wienholdt - Aken, Duitsland  |
| 1995                 | "La Lime"                                            | Wesel Art Galerie - Waterloo (BE)       |
| 1995                 | "Défilé Constanz"                                    | Sint-Niklaas (BE)                       |
| 1995                 | "Le Fantastique"                                     | Galerie Quatrocento - Luik (BE)         |
| 1995                 | "Niet klassiek, wel uniek", Recente diamantjuwelen   | Galerie S. Muylaert-Hofman, Aalst (BE)  |
| 1996                 | "Bijoux Sauvages"                                    | Wesel Art Galerie - Waterloo (BE)       |
| 1996                 | "Gynaika"                                            | 't Eksternest - Rumbeke (BE)            |
| 1996                 | Tentoonstelling                                      | Osaka, Japan                            |
| 1996                 | Tentoonstelling                                      | Luxemburg                               |
| 1996                 | Tentoonstelling                                      | Zwitserland                             |
| 1997                 | Tentoonstelling                                      | Kasteel d'Aertrycke - Torhout (BE)      |
| 1997                 | Tentoonstelling                                      | Duitsland                               |
| 1997                 | Tentoonstelling                                      | Diamantmuseum - Tokyo, Japan            |
| 1998                 | Tentoonstelling                                      | Diamantmuseum - Antwerpen (BE)          |
| 2000                 | "Créarte"                                            | Schilde (BE)                            |
| 2000                 | Tentoonstelling                                      | Kredietbank - Brussel (BE)              |
| 2000                 | "Recente gouden sieraden"                            | La Réserve, Knokke                      |
| 2004                 | "De man versier(d)(t)"                               | Diamantmuseum - Antwerpen (BE)          |
| 2005                 | "45 jaar juweelkunst Simonne Muylaert-Hofman"        | La Réserve, Knokke (BE)                 |
| 2011                 | "Art Nocturne Knocke"                                | Knokke (BE)                             |
| 2012                 | "Art Nocturne Knocke"                                | Knokke (BE)                             |
| 2013                 | "Art Nocturne Knocke"                                | Knokke (BE)                             |
| 2014                 | "Art Nocturne Knocke"                                | Knokke (BE)                             |
| 2015                 | "Art Nocturne Knocke"                                | Knokke (BE)                             |
| 2015                 | "Retrospectieve Simonne Muylaert-Hofman"             | Museum 't Gasthuys, Aalst (BE)          |
| 2017                 | "Art Nocturne Knocke"                                | Knokke (BE)                             |
| 2024                 | Brafa, Brussel, Collectors Gallery                   | Brussel (BE)                            |
| Permanente collectie | Permanente collectie                                 | Diva, Museum, Antwerpen                 |